# Vom Himmel hoch (Branstner)
Vom Himmel hoch oder Kosmisches Allzukomisches (Untertitel: Das sind unglaubliche Geschichten von der Art, wie man sie sich donnerstagabends im „Wirtshaus zum Müden Gaul“ unter Weltraumveteranen erzählt) ist ein Zyklus humoristischer Science-Fiction-Erzählungen von Gerhard Branstner. Er erschien 1974 im Verlag Das Neue Berlin mit Illustrationen von Horst Bartsch. Bei der Ausgabe von 1982 und der „neuen, durchgesehenen Auflage“ von 2005 (Trafo Verlag) lautete der Titel Vom Himmel hoch. Utopische Lügengeschichten.

## Handlung
In einer ausgedienten Raumstation, die als Wohnstätte für „Weltraumveteranen“ genutzt wird, treffen sich vier ältere Herren jeden Donnerstag im Wirtshaus „Zum müden Gaul“, um sich bei ein paar Flaschen Rotwein Geschichten zu erzählen. Da die wahren Geschichten irgendwann langweilig werden, beschließen sie, nur noch ausgedachte Geschichten zu erzählen. Die Handlung erstreckt sich über drei Abende, wobei jeden Abend vier Geschichten erzählt werden – je eine von:
- dem Mikrobiologen Wirsing, genannt „Himmelsgärtner“,
- dem Koch Stroganoff, genannt „Raumkoch“,
- dem Astrophysiker Kraftschyk, genannt „Schwerenöter“ und
- dem Roboter-Ingenieur Fontanelli, genannt „Automatendoktor“.

Zwischen den Geschichten diskutieren die vier Herren die (Un-)Möglichkeit bzw. (Un-)Wahrscheinlichkeit der erzählten Ereignisse.
Eine Nebenfigur spielt der „Bedienungsautomat“, eine Art Kellner-Roboter, der aufgrund eines Defekts mit einer Kinderstimme spricht.
Die Geschichten und ihre Erzähler:
Der erste Abend:
1. Wirsing: Die haarsträubende Rettung aus tödlicher Gefahr
2. Stroganoff: Die Sonne im Schlepptau
3. Fontanelli: Der Narr im Waisenhaus
4. Kraftschyk: Die Begegnung mit dem wahren Irrtum

Der zweite Abend:
1. Stroganoff: Der eiserne Schildknappe
2. Kraftschyk: Kumpelfings im Weltenraum
3. Wirsing: Die Kometenpost
4. Fontanelli: Der durchgebrannte Nothelfer

Der dritte Abend:
1. Fontanelli: Der verliebte Roboter
2. Stroganoff: Das entlaufene perpetuum mobile
3. Wirsing: Das Königsspiel
4. Kraftschyk: Vom Himmel hoch

## Quelle
- Gerhard Branstner: Vom Himmel hoch. Utopische Lügengeschichten. Das Neue Leben. Berlin 1982.